# Baía de Los Ángeles
Baía de Los Ángeles (em espanhol: Bahía de Los Angeles) é uma baía costeira localizada no Golfo da Califórnia, situada na costa oriental da Peninsula da Baixa Califórnia no estado de Baixa Califórnia, México. Há um povoamento homônimo localizado ao longo da Carretera Federal 12, cerca de 68 km da intersecção com a Carretera Federal 1. A baía está localizada no município San Quintín.
O turismo, especialmente o ecoturismo, é muito importante para as comunidades da baía de Los Ángeles. Dos povoamentos situados na baía é possível acessar as muitas ilhas desta parte do norte do Golfo da Califórnia, e destaca-se pela designação de Património Mundial pelas Nações Unidas.

## História
A área era conhecida como Adac pelo povo Cochimí, os habitantes indígenas da parte central da península da Baixa Califórnia. No início de 1600, havia aproximadamente 3.000 habitantes na área.
Em 1539, Francisco de Ulloa foi o primeiro europeu a descobrir a baía naquela que foi a última expedição financiada por Hernán Cortés. A área então conhecida como Bahía de Lobos foi explorada novamente em 1746 pelo missionário jesuíta Fernando Consag durante sua tentativa de investigar a disputada questão envolvendo a Ilha da Califórnia. Consag é responsável por dar à área o seu nome atual. Em 1752, foi construída uma doca de carga para explorar a Missão San Borja, e o restante da Península da Baixa Califórnia.
Após a saída dos jesuítas das Missões Baja, os povoados vizinhos, conhecidos na época como visitas, foram sendo gradativamente ocupados por habitantes nativos. Em 1880, o interesse pelos metais preciosos se espalhou pela região da baía. Em 1900 foi construído outro cais de carga para exportar ouro e prata obtidos nas minas de Sierra San Borja, San Juan e Santa Martha. A mina de prata de San Juan, em Las Flores, tornou-se a maior mina produtora de toda a Baixa Califórnia.
Em meados do século XX, havia apenas um punhado de famílias residindo na área. Entre eles estavam os Daggetts (filhos e netos do inglês Dick Daggett Sr.), a família de José "Tilongo" Smith, os Ocañas, Navarros e Corderos. "Papa" Diaz (1914–1989), foi o principal cidadão do povoado homônimo à baía. Diaz e sua esposa, Cruz Rosas Ortiz "Mama" Diaz, são originários da Cidade do México e vieram para a baía para trabalhar na mina de Las Flores. Diaz tornou-se Delegado del Gobierno (prefeito) e construiu a primeira escola e a primeira igreja da região. Ele foi fundamental para estabelecer a localidade como um foco para o turismo de pesca esportiva, construindo um hotel e uma pista de pouso. Isso permitiu que os pescadores lá chegassem por via aérea, sem precisar fazer a viagem de três dias desde Ensenada. O hotel original "Casa Diaz" consistia no restaurante "Mama's" e 6 cabines com chuveiros rústicos.
Em seu livro The Log from the Sea of Cortez, o autor John Steinbeck escreveu sobre sua estadia no povoamento de Bahía de los Ángeles, a última parada na península antes de contornar a Isla Ángel de la Guarda .
A baía também abriga o "Museu de Naturaleza e Cultura", criado em 1988 pela americana Carolina Shepard e construído por voluntários. É um edifício simples decorado com reproduções de pinturas rupestres locais e localizado próximo à praça da cidade e à prefeitura. Abriga uma coleção eclética de artefatos que vão desde equipamentos de mineração e artefatos indígenas até exemplos da vida marinha local e fotografias de cidadãos históricos notáveis. Um esqueleto de 9 metros de comprimento de uma baleia cinzenta, montado por estudantes da cidade de Ensenada, está pendurado no teto. Das 600 espécies de conchas do Mar de Cortés, o acervo do museu contém 500. Existe até uma fotografia de "Mama" Diaz ao lado de Charles Lindbergh. Lindbergh fez uma parada em 1965 durante seu voo para Laguna San Ignacio para ver as baleias cinzentas.

## Meio Ambiente
A área tem um clima desértico. No extremo norte da baía situa-se Punta la Gringa e ao sul está Playa Rincón. A oeste fica a Sierra de San Borja, responsável pelos ocasionais ventos quentes e secos, conhecidos localmente como "Westies", que podem ir de zero a mais de 50 nós em questão de minutos. A leste, encontra-se a Isla Ángel de la Guarda separada das outras ilhas pelo Canal de las Ballenas. Existe um arquipélago de 16 ilhas ao largo da costa e na baía.
| Name                   | Location                            | Altura (m) |
| ---------------------- | ----------------------------------- | ---------- |
| Isla Coronado          | 29° 04′ 26,19″ N, 113° 30′ 31,34″ O | 474        |
| Isla La Ventana        | 28° 59′ 46,09″ N, 113° 30′ 35,08″ O | 341        |
| Isla Cabeza de Caballo | 28° 58′ 17,45″ N, 113° 28′ 43,28″ O | 101        |
| Isla Piojo             | 29° 01′ 04,43″ N, 113° 27′ 54,58″ O | 68         |
| Isla Mitlan            | 29° 04′ 01,44″ N, 113° 31′ 03,9″ O  | n/a        |
| Isla Coronadito        | 29° 05′ 54,3″ N, 113° 31′ 43,1″ O   | n/a        |
| Isla Flecha            | 29° 00′ 18,78″ N, 113° 31′ 20,28″ O | 62         |
| Isla Pata              | 29° 00′ 51,64″ N, 113° 30′ 50,85″ O | n/a        |
| Isla Bota              | 29° 00′ 38,69″ N, 113° 30′ 51,92″ O | 30         |
| Isla Calavera          | 29° 01′ 39,6″ N, 113° 29′ 55,5″ O   | 30         |
| Isla Jorobado          | 29° 00′ 43,9″ N, 113° 31′ 27,5″ O   | n/a        |
| Isla Cerraja           | 28° 59′ 48,33″ N, 113° 31′ 09,1″ O  | 15         |
| Isla Llave             | 28° 59′ 56,1″ N, 113° 31′ 13,8″ O   | n/a        |
| Isla San Amemar        | 29° 00′ 52,3″ N, 113° 30′ 19,4″ O   | n/a        |
| Islas Los Gemelitos    | 28° 57′ 20,1″ N, 113° 28′ 43,7″ O   | 15         |

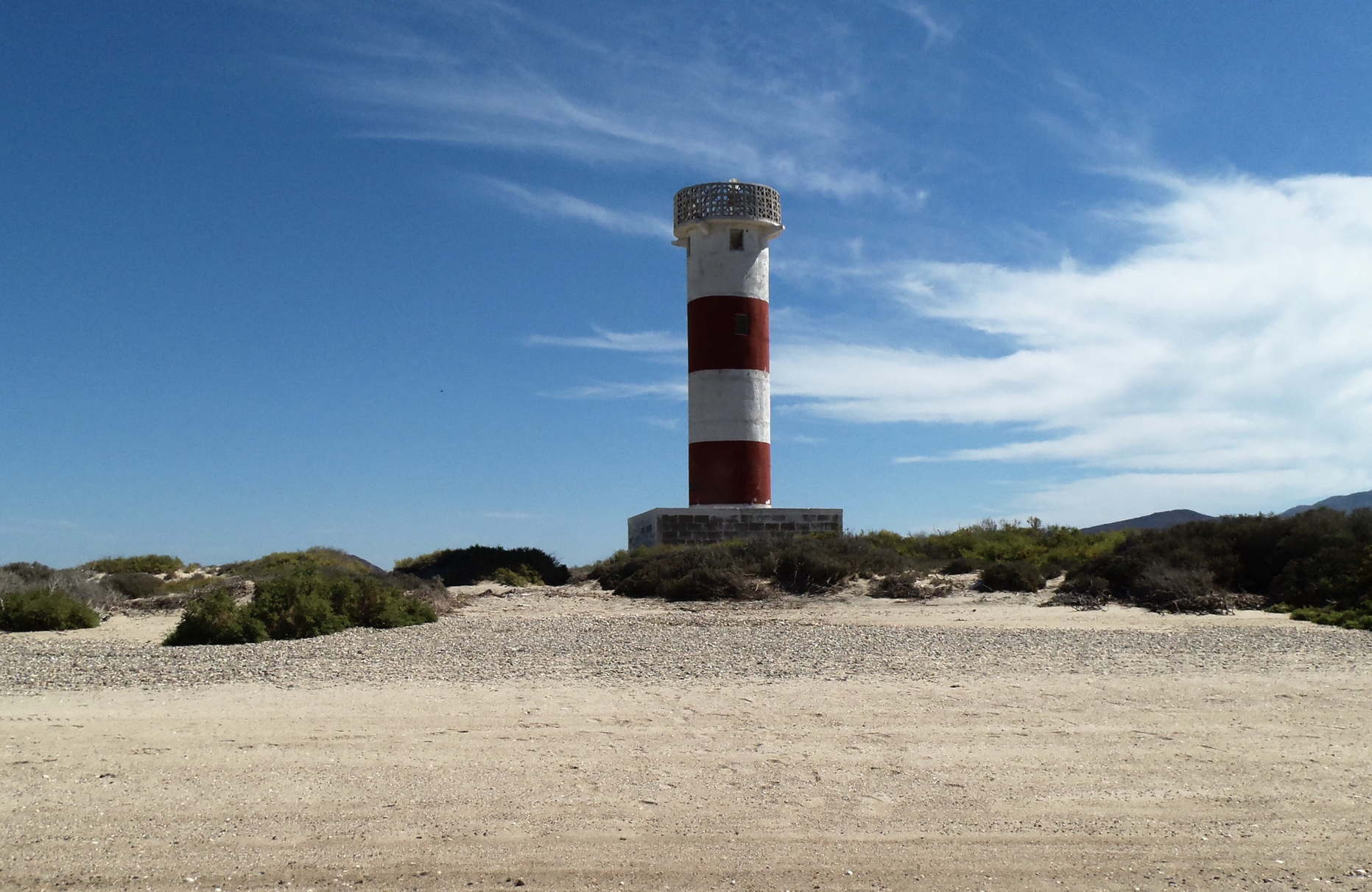
Farol de Punta Arenas

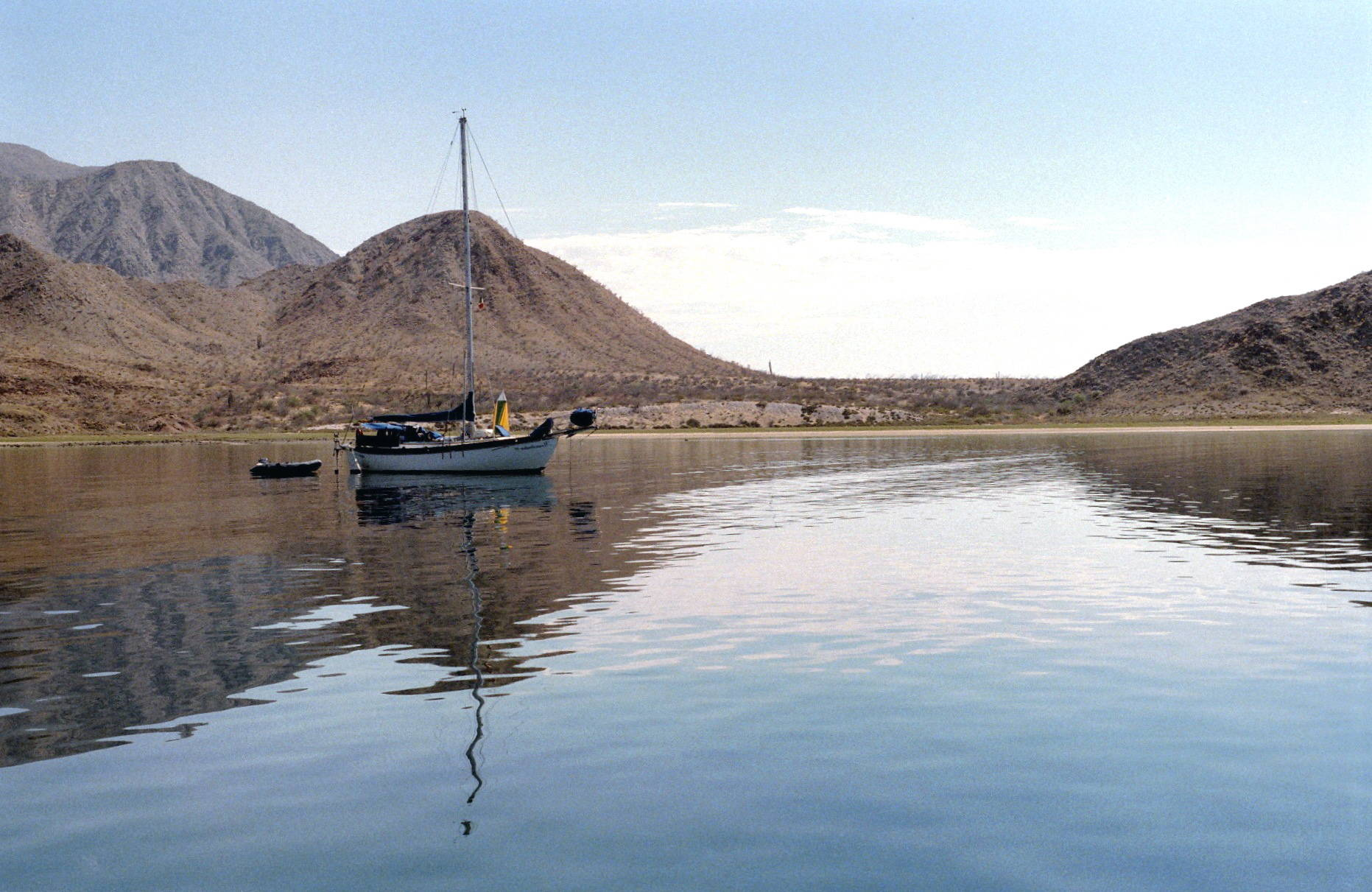
Porto de Don Juan

Existe um farol localizado na Isla Cabeza de Caballo. Encontram-se próximos a um cordão litoral que protege parcialmente a orla marítima da baía, um segundo farol e um porto. A localidade se destaca como um ancoradouro e porto seguro.

### Reserva Natural
Em 2007, o então presidente mexicano Felipe Calderón, em cooperação com a organização não governamental Pronatura Noreste, a Comissão Nacional de Áreas Protegidas do México, o Fundo de Conservação Global (GCF) e outros, estabeleceram a Reserva Natural da Bahía de los Ángeles para proteger a ecologia única da região. Abrange uma área de quase 3885 quilômetros quadrados e inclui uma parte da costa de Baixa Califórnia, todas as 16 ilhas, inúmeras outras ilhotas e o Canal de Salsipuedes e o Canal de las Ballenas. A reserva protege uma diversa população marinha, incluindo muitas espécies ameaçadas, como tubarões-baleia, leões marinhos da Califórnia e cinco espécies de tartarugas marinhas. A reserva está dentro do Patrimônio Mundial Mexicano da UNESCO "Ilhas e Áreas Protegidas do Golfo da Califórnia".

## Economia
A pesca excessiva na região tornou cada vez mais difícil o sustento dos residentes. A economia local está transacionando da pesca comercial para a pesca esportiva guiada e outras formas de turismo. A baía abriga por volta de uma dúzia de esquifeiros especializados em pesca esportiva. Antes de a rodovia para a área ser pavimentada, a cidade era conhecida como ponto de trânsito de drogas a caminho dos Estados Unidos. Em 2007, as linhas de energia de Guerrero Negro foram concluídas, acabando com a dependência de geradores a diesel. Há acesso à internet via satélite. A cada dois anos, o Baja 1000 passa pela cidade. O Aeroporto de Bahía de los Ángeles fica ao norte da cidade.

### Turismo
A Baía de los Ángeles é popular para atividades como canoagem e windsurf, além de ser um paraíso para pescadores esportivos. O peixe de caça mais comum é o rabo-amarelo, um tipo de peixe esportivo que vive na costa da Califórnia e do México. Espécimes desta região podem crescer até 1,5 metro de comprimento e pesar até 45 quilos. Outros peixes esportivos desta região incluem o robalo, o pargo, a garoupa, a sierra, o bonito e o ocasional mahi-mahi. Peixes não esportivos como peixe-porco, barracuda e outros existem em abundância. Existem duas colônias da população de leões marinhos da Califórnia, uma na Isla Calavera, e na Isla El Racito. A baía também é famosa pelos seus tubarões-baleia, com 20 a 30 indivíduos da espécie avistados a cada verão.
Cerca de 24 a 32 quilômetros a oeste da cidade estão as pinturas rupestres pré-históricas de Montevidéu, consideradas um dos sítios arqueológicos mais importantes da Baixa Califórnia. Conhecidas oficialmente como "Pinturas Rupestres de Valle Montevidéu", elas têm cerca de 10.000 anos.

### Conservação

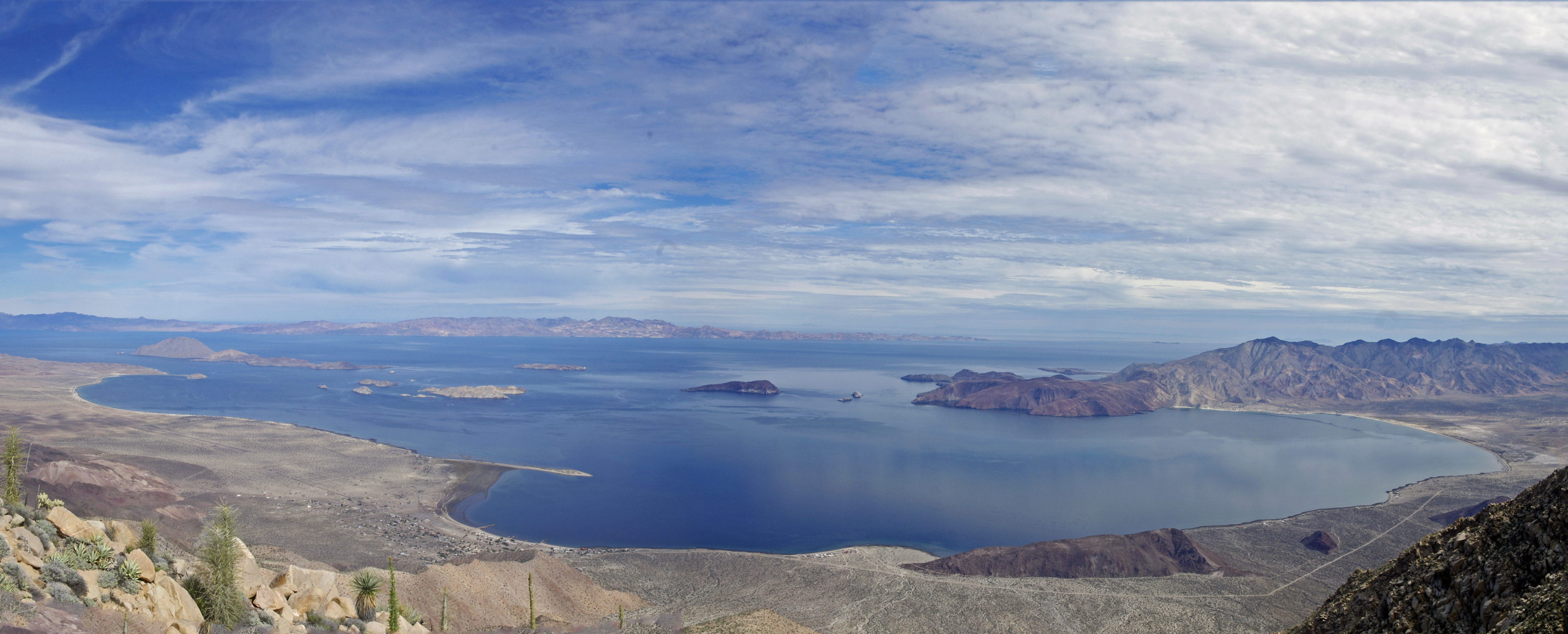
Vista da baía de Los Angeles do topo do Monte Mikes.

O biólogo marinho Antonio Resendiz dirigia um centro de pesquisa de tartarugas marinhas, conhecido como Campo Archelon, ao norte da cidade. A área ao redor da Bahia de los Angeles oferece locais de nidificação para muitas espécies de tartarugas marinhas. A partir de 1979, o oficialmente denominado "Centro Regional de Investigacion Pesquera (CRIP)" conduziu pesquisas para conservação de tartarugas marinhas. Antonio, que estudou biologia marinha na Universidade de Ensenada, estabeleceu a estação de pesquisa primeiro com a ajuda do Instituto Mexicano de Pesca e mais tarde com a ajuda do bioquímico estadunidense Dr. Grant Bartlett. Antonio foi notícia em 1995, quando uma de suas tartarugas, uma cabeçuda de 90 quilos chamada Adelita, foi descoberta na costa do Japão por pescadores locais. A descoberta estabeleceu pela primeira vez o caminho de migração das tartarugas-comuns.